# Червеноопашат славей
Червеноопашат славей (Luscinia sibilans) е вид птица от семейство Muscicapidae.

## Разпространение и местообитание
Разпространен е във Виетнам, Китай, Лаос, Русия, Северна Корея, Тайланд, Хонконг, Южна Корея и Япония.